# Abchanchu
Abchanchu (ou Achanchu) est un vampire légendaire bolivien qui apparaît comme un vieil homme sans défense, aimable, décontenancé et ayant besoin d'aide. Lorsqu'un passant propose de l'aider, cet esprit maléfique le prend pour victime et boit son sang. 
Cet esprit peut avoir certains liens avec l'Ekeko qui serait le cousin de l'Abchanchu. Si l'Ekeko serait l'esprit de l'abondance l'achanchu ne pourrait pas être totalement l'esprit du mal. 